# Leonardo Giorlando
Leonardo Giorlando (* 26. Februar 1960 in Palermo) ist ein ehemaliger italienischer Radrennfahrer und nationaler Meister im Radsport.

## Sportliche Laufbahn
Giorlando war Bahnradsportler. Er begann mit dem Radsport im Verein C.S. Corpo Forestale dello Stato. 1978 vertrat er Italien bei den UCI-Bahn-Weltmeisterschaften der Junioren im Sprint und im Zeitfahren.
1978 und 1980 gewann er die nationale Meisterschaft im 1000-Meter-Zeitfahren vor Ottavio Dazzan.